# Хэндзё

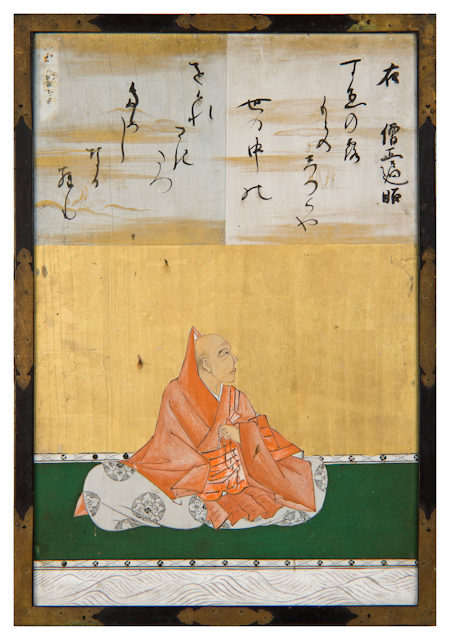
Кано Таню (Kano Tanyu) (1602—1674) : Монах Хэндзё 1648

Ёсимине-но Мунесада (яп. 良岑宗貞), больше известный как  Хэндзё, Содзэ Хэндзё, Монах Хэндзё (яп. 遍昭 хэндзё:, 816 — 12 февраля 890) — японский поэт и буддийский священник IX века.
Один из «шести бессмертных», или «шести кудесников поэзии» (六歌仙 Rokkasen) — шести японских поэтов, творивших в жанре вака в IX веке. Он также входит в число «тридцати шести бессмертных поэтов» средневековья.
При рождении ему было дано имя Ёсиминэ-но Мунэсада (良岑宗貞). Он был внуком императора Камму (737—806, годы правления: 781—806). Отец известного поэта Сосэя. С 844 по 850 годы занимал различные должности при дворе императора Ниммё (810—850, годы правл. 833—850), пользовался его личным расположением. После смерти императора Ниммё принял постриг и в дальнейшем занимал важные посты в буддийской церковной иерархии. В 869 году стал настоятелем храма Урин-ин. В 879 году получил чин епископа (гон-но содзё), а затем, в 885 году, — архиепископа (содзё). В 860-е годы основал монастырь Гангёдзи в Кадзан и служил там настоятелем.
Славился своей учёностью и эрудицией. В литературе иногда упоминается как «архиепископ Кадзан». В антологии Кокинвакасю его 17 танка: № 27, 91, 119, 165, 226, 248, 292, 348, 392, 394, 435, 770, 771, 847, 872, 985 и 1016.
Вот пример его танка вошедшего в антологию Огура хякунин иссю.
Вы, ветры неба,

проход меж облаками

скорей сомкните,

чтоб юные созданья

ещё побыли с нами!